# Lista de episódios de Henry Danger
Henry Danger é uma sitcom americana de comédia criada por Dan Schneider e Dana Olsen, que estreou na Nickelodeon dos Estados Unidos em 26 de julho de 2014. Em 18 de novembro de 2014, a série foi renovada para uma segunda temporada de 20 episódios, no entanto, apenas 19 foram produzidos. A segunda temporada estreou em 12 de setembro de 2015, logo depois da estreia da nova outra série, Game Shakers, do mesmo criador. No dia 27 de julho de 2018, a série foi renovada para uma quinta temporada. A série é estrelada por Jace Norman, Cooper Barnes, Riele Downs, Sean Ryan Fox, Ella Anderson e Michael D. Cohen.

## Resumo
| Temporada | Temporada | Episódios | Exibição Original      | Exibição Original     | Exibição no            | Exibição no            | Exibição em            | Exibição em            |
| Temporada | Temporada | Episódios | Estreia de temporada   | Final de temporada    | Estreia de temporada   | Final de temporada     | Estreia de temporada   | Final de temporada     |
| --------- | --------- | --------- | ---------------------- | --------------------- | ---------------------- | ---------------------- | ---------------------- | ---------------------- |
|           | 1         | 26        | 26 de julho de 2014    | 16 de maio de 2015    | 22 de janeiro de 2015  | 28 de novembro de 2015 | 6 de janeiro de 2015   | 17 de novembro de 2015 |
|           | 2         | 19        | 12 de setembro de 2015 | 17 de julho de 2016   | 8 de fevereiro de 2016 | 19 de dezembro de 2016 | 8 de fevereiro de 2016 | 4 de novembro de 2016  |
|           | 3         | 20        | 17 de setembro de 2016 | 7 de outubro de 2017  | 2 de novembro de 2016  | 2 de fevereiro de 2018 | 6 de fevereiro de 2017 | 17 de novembro de 2017 |
|           | 4         | 22        | 21 de outubro de 2017  | 20 de outubro de 2018 | 23 de março de 2018    | 25 de março de 2019    | 19 de março de 2018    | 14 de janeiro de 2019  |
|           | 5         | 41        | 3 de novembro de 2018  | 21 de março de 2020   | 28 de dezembro de 2018 | 27 de setembro de 2020 | 8 de fevereiro de 2019 | 18 de outubro de 2020  |

## Episódios

### 1.ª temporada (2014–2015)
| N.º geral | № na tempor. | Título                                                                                              | Dirigido por  | Escrito por                                                                      | Exibição original                                                    | Cód. de produção | Audiência (milhões) |
| --- | ------------ | --------------------------------------------------------------------------------------------------- | ------------- | -------------------------------------------------------------------------------- | -------------------------------------------------------------------- | ---------------- | ------------------- |
| 1–2 | 1–2          | "Que Comece o Perigo" "The Danger Begins"                                                           | Steve Hoefer  | Dan Schneider & Dana Olsen                                                       | 26 de julho de 2014 22 de janeiro de 2015 6 de janeiro de 2015       | 101 102          | 1,94                |
| Depois de encontrar um trabalho depois da escola em Bugigangas, Henry Hart consegue um emprego como ajudante do super-herói de sua cidade, Capitão Man. Agora ele deve manter sua identidade em segredo no momento em que O Crianção está planejando transformar todos os bebês em Swellview em monstros. Enquanto isso, Jasper hospeda sua festa de aniversário, que é muito chata até o Capitão Man e Kid Danger, a identidade verdadeira de Henry, chegarem. Estrelando: Jeffrey Nicholas Brown e Kelly Sullivan Estrelas Convidadas: Duncan Bravo as Gooch, Ben Giroux as The Toddler |              | |               |                                                                                  |                                                                      |                  |                     |
| 3 | 3            | "Problemas Perigosos" "Mo' Danger, Mo' Problems"                                                    | Steve Hoefer  | Dan Schneider & Dana Olsen                                                       | 13 de setembro de 2014 23 de fevereiro de 2015 2 de março de 2015    | 103              | 1,57                |
| Estrelas Convidadas: Jeffrey Nicholas Brown as Mr. Hart, Kelly Sullivan as Mrs. Hart, Duncan Bravo as Gooch, Jill Benjamin as Miss Shapen |              | |               |                                                                                  |                                                                      |                  |                     |
| 4 | 4            | "O Segredo é Revelado" "The Secret Gets Out"                                                        | Steve Hoefer  | Dan Schneider & Jake Farrow                                                      | 20 de setembro de 2014 24 de fevereiro de 2015 3 de março de 2015    | 104              | 1.74                |
| Charlotte descobre que Henry é Kid Danger e ele confirma, sendo demitido depois. Ao mesmo tempo, o vilão Phone Shark está à solta e Henry deve pegá-lo para que o capitão Man o reconquiste. Enquanto isso, Jasper deve servir Piper para que ela não envie as imagens dele tentando cantar The Cup Song Estrelas Convidadas: Duncan Bravo as Gooch, Briana Lane as Kelly |              | |               |                                                                                  |                                                                      |                  |                     |
| 5 | 5            | "Lágrimas do Besouro Alegre" "Tears of the Jolly Beetle"                                            | Russ Reinsel  | Dan Schneider & Christopher J. Nowak                                             | 27 de setembro de 2014 25 de fevereiro de 2015 4 de março de 2015    | 105              | 1,53                |
| Durante um evento realizado pelo vice-prefeito Willard, o capitão Man torna-se vulnerável a danos quando alguém o pulveriza com perfume contendo lágrimas do besouro alegre. Henry traça a fonte dos besouros para o Dr. Minyak para que ele e o Capitão Man possam capturá-los e usar o ácido eufórico que eles soltam quando riem para restaurar os poderes do Capitão Man. Estrelas Convidadas: Duncan Bravo como Gooch, Joe Kaprielian como Sidney, Amber Bela Muse como Enfermeira Cohort, Mike Ostroski como Dr. Minyak, Matthew Zhang como Oliver |              | |               |                                                                                  |                                                                      |                  |                     |
| 6 | 6            | "Professor Substituto" "Substitute Teacher"                                                         | Russ Reinsel  | Dan Schneider & Dave Malkoff                                                     | 4 de outubro de 2014 26 de fevereiro de 2015 5 de março de 2015      | 106              | 1,79                |
| Estrelas Convidadas: Duncan Bravo as Gooch, Jill Benjamin as Miss Shapen, Trevor Gore as Ortho, JR Reed as Ortho's Dad, Matthew Zhang as Oliver |              | |               |                                                                                  |                                                                      |                  |                     |
| 7 | 7            | "Jasper Danger" "Jasper Danger"                                                                     | Steve Hoefer  | Dan Schneider & Dana Olsen                                                       | 18 de outubro de 2014 2 de março de 2015 6 de março de 2015          | 107              | 1,62                |
| Jasper se veste como Kid Danger for Halloween para impressionar uma garota chamada Monica desde que ele a convenceu na escola que ele era o verdadeiro Kid Danger. Depois que terminam de pedir doces ou travessuras, Monica e Jasper vêem alguém arrombando um carro. Jasper vai até o confronto com o criminoso Jeff para impedi-lo de roubar o carro. Em vez disso, Jeff leva ele e Monica de volta para sua casa e se recusa a deixá-los ir a menos que o Capitão Man lhe traga o que ele quer. Estrelas Convidadas: Jeffrey Nicholas Brown como Sr. Hart, Kelly Sullivan como Sra. Hart, Duncan Bravo como Gooch, Sedona Cohen como Monica, Ryan Grassmeyer como Jeff, Joe Kaprielian como Sidney, Matthew Zhang como Oliver |              | |               |                                                                                  |                                                                      |                  |                     |
| 8 | 8            | "A Pedra Espacial" "The Space Rock"                                                                 | Russ Reinsel  | Dan Schneider & Jake Farrow                                                      | 1 de novembro de 2014 3 de março de 2015 9 de março de 2015          | 108              | 2,19                |
| Estrelas Convidadas: Jeffrey Nicholas Brown como o Sr. Hart, Kelly Sullivan como a Sra. Hart, Duncan Bravo como Gooch, Matthew Zhang como Oliver |              | |               |                                                                                  |                                                                      |                  |                     |
| 9 | 9            | "O Mistério de Aniversário" "Birthday Girl Down"                                                    | Adam Weissman | Dan Schneider & Christopher J. Nowak                                             | 8 de novembro de 2014 12 de março de 2015 10 de março de 2015        | 109              | 1,67                |
| Estrela especial Convidada: Nathan Kress como Nathan Estrelas Convidadas: Cassie Brennan como Debbie, Joe Kaprielian como Sidney, Lily Rains como a Sra. Putch, Matthew Zhang como Oliver |              | |               |                                                                                  |                                                                      |                  |                     |
| 10 | 10           | "Jogando Demais" "Too Much Game"                                                                    | Steve Hoefer  | Dan Schneider & Dave Malkoff                                                     | 15 de novembro de 2014 4 de março de 2015 11 de março de 2015        | 110              | 2,38                |
| Estrela especial Convidada: Russell Westbrook como Shawn Estrelas convidadas: Duncan Bravo como Gooch, Michael D. Cohen como Schwoz, David Hoffman como treinador Bix, Joe Kaprielian como Sidney, Matthew Zhang como Oliver |              | |               |                                                                                  |                                                                      |                  |                     |
| 11 | 11           | "Henry, O Homem-Fera" "Henry the Man-Beast"                                                         | Steve Hoefer  | Dan Schneider & Dana Olsen                                                       | 22 de novembro de 2014 5 de março de 2015 12 de março de 2015        | 111              | 2,03                |
| Um dispositivo na Caverna Man significava tornar os homens mais fortes, mais poderosos e "mais masculinos" atacam Henry quando ele acidentalmente aperta um botão na máquina. O efeito faz crescer pêlos faciais e aumenta sua adrenalina, deixando-o irritado e, eventualmente, tornando-o "bestial". Capitão Man, Schwoz e Charlotte correm para encontrar Henry antes de seu comportamento maluco arruinar seu encontro com Chloe Hartman. Estrelas Convidadas: Michael D. Cohen como Schwoz, Joe Kaprielian como Sidney, Jade Pettyjohn como Chloe, Matthew Zhang como Oliver |              | |               |                                                                                  |                                                                      |                  |                     |
| 12 | 12           | "Brad Invisível" "Invisible Brad"                                                                   | Adam Weissman | Dan Schneider & Jake Farrow                                                      | 10 de janeiro de 2015 9 de março de 2015 13 de março de 2015         | 112              | 1,82                |
| Estrelas Convidadas: Jill Benjamin como Srta. Shapen, Jake Farrow como Brad Invisível |              | |               |                                                                                  |                                                                      |                  |                     |
| 13 | 13           | "Alerta de Spoiler" "Spoiler Alert"                                                                 | Adam Weissman | Dan Schneider & Christopher J. Nowak                                             | 24 de janeiro de 2015 10 de março de 2015                            | 113              | 1,63                |
| Henry e Ray precisam lidar com The Spoiler, um super vilão adolescente e irritante que descobre os finais de programas de TV e filmes e conta às pessoas sobre isso antes de vê-las. Enquanto isso, Piper tenta entrar no Fãs do Man, um fã-clube do Capitão Man liderado por Paula Marikto, e passa pelo processo de iniciação com o mais recente envolvendo a obtenção de uma selfie com o Capitão Man. Estrelas Convidadas: Duncan Bravo como Gooch, Michael D. Cohen como Schwoz, Amiah Miller como Paula |              | |               |                                                                                  |                                                                      |                  |                     |
| 14 | 14           | "Vamos Fazer um Assalto" "Let's Make a Steal"                                                       | Steve Hoefer  | Dan Schneider & Dave Malkoff                                                     | 31 de janeiro de 2015 11 de março de 2015 9 de junho de 2015         | 114              | 1,62                |
| Estrelas Convidadas: Jeffrey Nicholas Brown como Sr. Hart, Duncan Bravo como Gooch, R. Brandon Johnson como Rick, Asante Jones como Dr. Baxter, Gus Kamp como Derek, Lolli Sorenson como Maddy |              | |               |                                                                                  |                                                                      |                  |                     |
| 15 | 15           | "Super Vulcão" "Super Volcano"                                                                      | Russ Reinsel  | Dan Schneider & Dana Olsen                                                       | 7 de fevereiro de 2015 4 de maio de 2015 10 de junho de 2015         | 115              | 1.62                |
| Estrelas Convidadas: Jeffrey Nicholas Brown como Sr. Hart, Kelly Sullivan como Sra. Hart, Andrew Caldwell como Mitch, Michael D. Cohen como Schwoz, Keisuke Hoashi como Dr. Hornsby, Maeve Tomalty como Bianca, Matthew Zhang como Oliver |              | |               |                                                                                  |                                                                      |                  |                     |
| 16 | 16           | "Meu Falso Namorado" "My Phony Valentine"                                                           | Steve Hoefer  | Dan Schneider & Jake Farrow                                                      | 14 de fevereiro de 2015 27 de abril de 2015 11 de junho de 2015      | 116              | 1,84                |
| Quando Henry pede sua namorada Bianca para ser seu namorado e sair com ele para o Club Soda, ela rejeita sua oferta desde que Mitch Bilsky já a convidou para sair. Para impressionar Bianca, Schwoz fornece a Henry um andróide que pode ser transformado em qualquer forma humana como um encontro. Enquanto isso, o Capitão Man relutantemente tem um encontro com a professora de Henry, a Srta. Shapen, para que ela mude o grau de Henry em um teste que ele falhou. Estrelas Convidadas: Michael D. Cohen como Schwoz, Jill Benjamin como Miss Shapen, Andrew Caldwell como Mitch, Alyssa Jenny Cotero como Tiffany, Maeve Tomalty como Bianca |              | |               |                                                                                  |                                                                      |                  |                     |
| 17 | 17           | "Presos na Caverna (BR) Pensamento de Emergência (PT)" "Caved In"                                   | Nathan Kress  | História por : Tara Hernandez Roteiro por : Dan Schneider & Christopher J. Nowak | 28 de fevereiro de 2015 18 de setembro de 2015 2 de novembro de 2015 | 117              | 2,17                |
| 18 | 18           | "Beijo no Elevador (BR) Beijo Duplo (PT)" "Elevator Kiss"                                           | Steve Hoefer  | Dan Schneider & Dave Malkoff                                                     | 7 de março de 2015 17 de setembro de 2015 3 de novembro de 2015      | 118              | 1,65                |
| Estrelas Convidadas: Michael D. Cohen como Schwoz, Maeve Tomalty como Bianca, Matthew Zhang como Oliver |              | |               |                                                                                  |                                                                      |                  |                     |
| 19 | 19           | "O Homem da Casa" "Man of the House"                                                                | Russ Reinsel  | Dan Schneider & Dana Olsen                                                       | 14 de março de 2015 16 de setembro de 2015 4 de novembro de 2015     | 119              | 1,76                |
| Estrelas Convidadas: Jeffrey Nicholas Brown como Sr. Hart, Kelly Sullivan como Sra. Hart, Duncan Bravo como Gooch |              | |               |                                                                                  |                                                                      |                  |                     |
| 20 | 20           | "Presos no Sonho (BR) Destruidores de Sonhos (PT)" "Dream Busters"                                  | Adam Weissman | História por : Joe Sullivan Roteiro por : Dan Schneider & Jake Farrow            | 21 de março de 2015 15 de setembro de 2015 5 de novembro de 2015     | 120              | 1,38                |
| Estrelas Convidadas: Michael D. Cohen como Schwoz, Jill Benjamin como Srta. Shapen, Matthew Zhang como Oliver |              | |               |                                                                                  |                                                                      |                  |                     |
| 21 | 21           | "De Castigo (BR) O Castigo (PT)" "Kid Grounded"                                                     | Russ Reinsel  | Dan Schneider & Christopher J. Nowak                                             | 4 de abril de 2015 14 de setembro de 2015 9 de novembro de 2015      | 121              | 1,58                |
| Estrelas Convidadas: Jeffrey Nicholas Brown como Sr. Hart, Kelly Sullivan como Sra. Hart, Michael D. Cohen como Schwoz |              | |               |                                                                                  |                                                                      |                  |                     |
| 22 | 22           | "Capitão Mané" "Captain Jerk"                                                                       | Mike Caron    | História por : Andrew Thomas Roteiro por : Dan Schneider & Dave Malkoff          | 11 de abril de 2015 14 de novembro de 2015 10 de novembro de 2015    | 122              | 1,92                |
| Quando um vídeo do Capitão Man esmagando a barraca de limonada de duas crianças se torna viral, as pessoas começam a falar mal dele; no entanto, o que as pessoas não conseguem perceber é que ele estava realmente tentando matar uma aranha mortal. Em um esforço para aumentar sua imagem, o Capitão Man realiza uma competição, onde as três primeiras pessoas a adivinhar o número certo ganham uma turnê na Caverna Man; no entanto, quando Jasper e Piper estão entre os vencedores, Henry se preocupa em reconhecê-lo. Schwoz ajuda Henry a colocar um dispositivo no pescoço que faz sua voz soar mais profunda. Mais tarde, como um disfarce para explicar sua voz profunda, Henry diz aos vencedores que ele passou pela puberdade. Estrelas Convidadas: Jeffrey Nicholas Brown como Sr. Hart, Kelly Sullivan como Sra. Hart, Duncan Bravo como Gooch, Michael D. Cohen como Schwoz, Carrie E. Barrett como Mary Gaperman, Winston Story como Trent Overunder, Shayne Topp como Dennis |              | |               |                                                                                  |                                                                      |                  |                     |
| 23 | 23           | "A Armadilha do Balde (PT)" "The Bucket Trap"                                                       | Nathan Kress  | Dan Schneider & Dana Olsen                                                       | 18 de abril de 2015 21 de novembro de 2015 11 de novembro de 2015    | 123              | 1,42                |
| Estrelas Convidadas: Jeffrey Nicholas Brown como Sr. Hart, Mason Davis como Max |              | |               |                                                                                  |                                                                      |                  |                     |
| 24 | 24           | "Henry e a Garota Má, Parte 1 (BR) Henry e a Miúda Má, Parte 1 (PT)" "Henry & the Bad Girl, Part 1" | Steve Hoefer  | Dan Schneider & Jake Farrow                                                      | 2 de maio de 2015 15 de outubro de 2015 12 de novembro de 2015       | 124              | 1,44                |
| Enquanto Capitão Man e Kid Danger perseguem o Van Del, o líder de um grupo de graffiti conhecido como Wall Dogs, Kid Danger se apaixona por Veronika, membro da Wall Dogs. Enquanto isso, Jasper, Sidney, Oliver e o primo de Oliver, Krish, trabalham com Piper para receber 10.000,00 dolares recompensados para quem encontrar os Wall Dogs, para que Jasper possa pagar por uma cirurgia de redução de pé. Estrelas Convidadas: Michael D. Cohen como Schwoz, Carrie E. Barrett como Mary Gaperman, Josh Fingerhut como Van Del, Joe Kaprielian como Sidney, Madison Iseman como Veronica, Elise Luthman como Two Canz, Winston Story como Trent Overunder, Matthew Zhang como Oliver |              | |               |                                                                                  |                                                                      |                  |                     |
| 25 | 25           | "Henry e a Garota Má, Parte 2 (BR) Henry e a Miúda Má, Parte 2 (PT)" "Henry & the Bad Girl"         | Steve Hoefer  | Dan Schneider & Dave Malkoff                                                     | 9 de maio de 2015 15 de outubro de 2015 16 de novembro de 2015       | 125              | 1,87                |
| Após a luta contra o Capitão Man perto do letreiro de Swellview, Veronika traz Kid Danger para seus colegas membros do Wall Dogs, Beyonspray, Spray-Z, Two Canz e T Paint, para que Van Del receba Henry no Wall Dogs. Ao mesmo tempo, Captain Man procura por Kid Danger, enquanto Piper, Jasper, Sidney, Oliver e Krish continuam procurando os Wall Dogs. Estrelas Convidadas: Jeffrey Nicholas Brown como Mr. Hart, Michael D. Cohen como Schwoz, Josh Fingerhut como Van Del, Joe Kaprielian como Sidney, Madison Iseman como Veronica, Elise Luthman como Two Canz, Matthew Zhang como Oliver |              | |               |                                                                                  |                                                                      |                  |                     |
| 26 | 26           | "A Namorada do Jasper" "Jasper Real Girlfriend"                                                     | David Kendall | Dan Schneider & Christopher J. Nowak                                             | 16 de maio de 2015 28 de novembro de 2015 17 de novembro de 2015     | 126              | 1,55                |
| Estrelas Convidadas: Jeffrey Nicholas Brown como Sr. Hart, Michael D. Cohen como Schwoz, Jada Facer como Courtney, Joe Kaprielian como Sidney, Matthew Zhang como Oliver |              | |               |                                                                                  |                                                                      |                  |                     |

### 2.ª temporada (2015–2016)
| N.º geral | Nº na tempor. | Título | Dirigido por  | Escrito por                                     | Exibição original                                                      | Cód. de produção | Audiência (milhões) |
| --- | ------------- | --- | ------------- | ----------------------------------------------- | ---------------------------------------------------------------------- | ---------------- | ------------------- |
| 27 | 1             | "A Batida Continua (BR) E a Batida Continua (PT)" "The Beat Goes On"                                             | Adam Weissman | Dan Schneider & Christopher J. Nowak            | 12 de setembro de 2015 8 de fevereiro de 2016 8 de fevereiro de 2016   | 201              | 2,13                |
| Estrela especial Convidada: Benjamin Flores Jr. como Li'l Biggie Estrelas Convidadas: Jeffrey Nicholas Brown como Sr. Hart, Michael D. Cohen como Schwoz, Amber Bela Muse como Nurse Cohort, Mike Ostroski como Dr. Minyak |               | |               |                                                 |                                                                        |                  |                     |
| 28 | 2             | "Três Garotas e um Henry: Parte 1 (BR) Três Raparigas e Um Henry: Parte 1 (PT)" "One Henry, Three Girls: Part 1" | Adam Weissman | Dan Schneider & Jay Kogen                       | 19 de setembro de 2015 9 de fevereiro de 2016 11 de fevereiro de 2016  | 202              | 1,78                |
| 29 | 3             | "Três Garotas e um Henry: Parte 2 (BR) Três Raparigas e Um Henry: Parte 2 (PT)" "One Henry, Three Girls: Part 2" | Steve Hoefer  | Dan Schneider & Dave Malkoff                    | 26 de setembro de 2015 10 de fevereiro de 2016 11 de fevereiro de 2016 | 203              | 1,78                |
| 30 | 4             | "Henry, o Treinador (BR) Henry e o Basquetebol (PT)" "Henry & the Woodpeckers"                                   | Mike Caron    | Dan Schneider & Avin Das                        | 3 de outubro de 2015 9 de fevereiro de 2016 11 de fevereiro de 2016    | 204              | 1,57                |
| Estrelas Convidadas: Jeffrey Nicholas Brown como Sr. Hart, Michael D. Cohen como Schwoz, Wendy Braun como Sherwood, Layla Crawford como Sophie, Rodney J. Hobbs como Berman, Mandy June Turpin como a Sra. Weiner |               | |               |                                                 |                                                                        |                  |                     |
| 31 | 5             | "Capitão Man: De Férias (BR) As Férias do Capitão Man (PT)" "Captain Man Goes on Vacation"                       | Nathan Kress  | Dan Schneider & Christopher J. Nowak            | 10 de outubro de 2015 10 de fevereiro de 2016 15 de fevereiro de 2016  | 205              | 1,61                |
| Estrelas Convidadas: Jeffrey Nicholas Brown como Sr. Hart, Michael D. Cohen como Schwoz, Joe Kaprielian como Sidney, Matthew Zhang como Oliver, Ryan Grassmeyer como Jeff |               | |               |                                                 |                                                                        |                  |                     |
| 32 | 6             | "O Vilão do Tempo (BR) O Brinca-Tempo (PT)" "The Time Jerker"                                                    | Steve Hoefer  | Dan Schneider & Jay Kogen                       | 7 de novembro de 2015 16 de fevereiro de 2016 21 de maio de 2016       | 206              | 1,85                |
| Estrelas Convidadas: Kelly Sullivan como Sra. Hart, Jeffrey Nichols Brown como Sr. Hart, Michael D. Cohen como Schwoz, Andrew Caldwell como Mitch Bilsky, Joe Kaprielian como Sidney, Joey Richter como o Time Jerker |               | |               |                                                 |                                                                        |                  |                     |
| 33 | 7             | "O Bife Secreto (BR) O Restaurante Exclusivo (BR)" "The Secret Beef"                                             | Adam Weissman | Dan Schneider & Dave Malkoff                    | 14 de novembro de 2015 17 de fevereiro de 2016 28 de maio de 2016      | 207              | 1,35                |
| Duas semanas após o capitão Man e Kid Danger capturarem o Time Jerker, Henry recebe uma cesta de presentes. Henry encontra um cartão de presente para a churrascaria mais exclusiva de Swellview, Montego's, dentro. Quando seus amigos, familiares, vizinhos e Herb da Sam & Cat, que vieram a Swellview de Veneza, Los Angeles, como parte de suas férias, querem que Henry os convide como convidado, Henry decide trazer Ray, que ainda não foi Convidado para Montego como Capitão Man. Henry logo se encontra em conflito quando ele também convida Bianca como parte de seu "Lockerversary" de um ano. Ray e Schwoz tentam posar como Henry e Bianca, mas Henry e Bianca aparecem e os pegam em flagrante. Uma disputa, então, garante quem é quem, mas eventualmente termina com a saída de Bianca, uma vez que ela não gosta de carne bovina, mas sim de frango. Depois de comer o bife, Henry e Ray notam os pequenos criminosos Ert e Bernie saindo do restaurante e acabam brigando com eles, causando danos à área de jantar. Após a prisão de Ert e Bernie, o capitão Man e Kid Danger são informados pelo gerente de que não estão na lista de reservas e têm os alimentos confiscados. Ao retornar para a Caverna Man, o Capitão Man descobre que parte do bife caiu no traje do Kid Danger e os dois o dividiram. Depois, eles vão para o Back Out Steakhouse. Estrelas Convidadas: Jeffrey Nichols Brown como Mr. Hart, Kelly Sullivan como Mrs. Hart, Michael D. Cohen como Schwoz, Carrie Barrett como Mary Gaperman, Jill Benjamin como Miss Shapen, Rob Locke como Turk, Joey Richter como The Time Jerker, Winston História como Trent Overunder, Maeve Tomalty como Bianca Ausente: Ella Anderson como Piper Hart |               | |               |                                                 |                                                                        |                  |                     |
| 34 | 8             | "A Inveja do Henry (BR/PT)" "Henry's Jelly"                                                                      | Adam Weissman | Dan Schneider & Avin Das                        | 21 de novembro de 2015 18 de fevereiro de 2016 4 de junho de 2016      | 208              | 1,52                |
| Quando Jasper pára um ladrão e se torna um grande sucesso de notícias, Henry fica com ciúmes porque ninguém lhe dá crédito como Henry. Em uma tentativa de provar a si mesmo, ele tenta parar um cliente furioso que fez reféns em uma loja de animais como ele mesmo; no entanto, o Capitão Man aparece, fazendo com que Henry se distraia e seja feito refém. Quando o cliente irritado ameaça soltar uma aranha venenosa no rosto de Henry, o Capitão Man é forçado a se trancar em uma jaula. Enquanto isso, Jasper aparece na casa de Henry procurando por Henry, onde o Sr. e a Sra. Hart estão fazendo massagens. Quando ele descobre que Henry está em perigo, ele foge para resgatá-lo. Jasper então aparece na loja de animais e deixa o Capitão Man fora de sua gaiola. O cliente zangado torna-se consciente e volta exigindo respostas, mas o Capitão Man lhe dá um soco e o impede. Quando Henry e o resto dos reféns são libertados, Jasper menciona como Henry não precisa agradecê-lo porque eles são os melhores amigos, fazendo Henry se sentir mal por estar com ciúmes. Para compensar isso, Henry compra a mesma aranha venenosa que o cliente irritado ameaçou entregar a Henry como um pedido de desculpas porque Jasper viu na loja e realmente queria, mas ele não podia pagar como custou US $ 150. Estrelas Convidadas: Jeffrey Nichols Brown como Mr. Hart, Kelly Sullivan como Mrs. Hart, Carrie Barrett como Mary Gaperman, Jill Benjamin como Miss Shapen, Zach Callison como Chet, Joe Kaprielian como Sidney, Matthew Zhang como Oliver, Winston Story como Trent Overunder , Toby Wilson como Dirk Ausente: Ella Anderson como Piper Hart |               | |               |                                                 |                                                                        |                  |                     |
| 35 | 9             | "Perigo no Natal (BR/PT)" "Christmas Danger"                                                                     | Steve Hoefer  | Dan Schneider & Christopher J. Nowak            | 28 de novembro de 2015 19 de dezembro de 2016                          | 209              | 1,62                |
| Estrelas Convidadas: Jeffrey Nicholas Brown como Sr. Hart, Kelly Sullivan como Sra. Hart |               | |               |                                                 |                                                                        |                  |                     |
| 36 | 10            | "Henry Indestrutível, Parte 1 (BR/PT)" "Indestructible Henry, Part 1"                                            | Nathan Kress  | Dan Schneider & Jay Kogen                       | 19 de março de 2016 1 de julho de 2016 10 de outubro de 2016           | 210              | 2,02                |
| Estrelas Convidadas: Jeffrey Nicholas Brown como Sr. Hart, Kelly Sullivan como Sra. Hart, Michael D. Cohen como Schwoz |               | |               |                                                 |                                                                        |                  |                     |
| 37 | 11            | "Henry Indestrutível, Parte 2 (BR/PT)" "Indestructible Henry, Part 2"                                            | Russ Reinsel  | Dan Schneider & Dave Malkoff                    | 26 de março de 2016 1 de julho de 2016 11 de outubro de 2016           | 211              | 2,12                |
| Estrelas Convidadas: Kelly Sullivan como Sra. Hart, Jeffrey Nichols Brown como Sr. Hart, Michael D. Cohen como Schwoz, Joshua Carlon como Dex |               | |               |                                                 |                                                                        |                  |                     |
| 38 | 12            | "Um Vídeo, Muitas Confusões (BR) Mensagem, Mentiras e Vídeo (PT)" "Text, Lies & Video"                           | Steve Hoefer  | Dan Schneider & Avin Das                        | 9 de abril de 2016 23 de outubro de 2016 12 de outubro de 2016         | 212              | 1,65                |
| Henry e Ray querem um vídeo feito para ver como ficariam quando sopram suas bolhas e se transformam em personagens de super-heróis. No entanto, Henry acidentalmente envia o vídeo para a Piper. Henry deve agora pegar o telefone de Piper e deletar o vídeo antes que Piper possa vê-lo. Quando Jasper traz o telefone para Henry com Piper, acontece que Jasper acidentalmente pegou o telefone da Sra. Hart por engano e então Henry então corre para casa para pegar o telefone de Piper antes de Piper. Depois de muita dificuldade, Henry apaga o vídeo do telefone e o leva para Junk 'n' Stuff. Henry barracas Piper como Charlotte exclui o vídeo da nuvem. Piper, em seguida, recupera o telefone e se afasta. No final, Henry e Ray descobrem que Charlotte se filmava em vez deles. Estrela convidada: Jeffrey Nichols Brown como o Sr. Hart |               | |               |                                                 |                                                                        |                  |                     |
| 39 | 13            | "Universo Inverso (BR/PT)" "Opposite Universe"                                                                   | Adam Weissman | Dan Schneider & Christopher J. Nowak            | 16 de abril de 2016 19 de setembro de 2016 13 de outubro de 2016       | 213              | 1,75                |
| Estrelas Convidadas: Jeffrey Nicholas Brown como Sr. Hart, Michael D. Cohen como Schwoz, Andrew Caldwell como Mitch Bilsky, Joe Kaprielian como Sidney, Matthew Zhang como Oliver |               | |               |                                                 |                                                                        |                  |                     |
| 40 | 14            | "Perigo do Além (BR) Perigo Fatal (PT)" "Grave Danger"                                                           | David Kendall | Dan Schneider, Andrew Reese Thomas Joe Sullivan | 23 de abril de 2016 20 de setembro de 2016 18 de outubro de 2016       | 217              | 1,67                |
| Quando coisas estranhas estão acontecendo com Ray, Charlotte e Schwoz descobrem que o velho amigo de Ray, Brad Invisível, sobreviveu a ser atropelado por um ônibus. Enquanto investigava seu túmulo no cemitério de Swellview, o Kid Danger e o Capitão Man examinaram o caixão de Brad Invisível. No entanto, eles acabam sendo emboscados por ele, que os prende no caixão e os enterra vivos. Enquanto isso, Jasper recebe um par de pequenos walkie-talkies e tenta usar nomes de código diferentes para Henry. Ao mesmo tempo, o Piper recebe uma carteira de motorista do DMV do Swellview. Brad Invisível prossegue então para entrar na Caverna Man e usa a goma de mascar de Ray para se tornar o Capitão Brad. Com a ajuda de Piper, Jasper resgata o Capitão Man e Kid Danger do caixão. De volta a Caverna Man, Brad Invisível revela que ele fingiu sua morte para que ele pudesse assumir como herói de Swellview, mas quando Henry e Ray retornam, eles o encontram, e Henry usa spray de urso para derrotá-lo. Estrela Convidada: Michael D. Cohen como Schwoz |               | |               |                                                 |                                                                        |                  |                     |
| 41 | 15            | "De Volta ao Passado (BR) Varicoça (PT)" "Ox Pox"                                                                | Steve Hoefer  | Dan Schneider & Samantha Martin                 | 30 de abril de 2016 21 de setembro de 2016 19 de outubro de 2016       | 218              | 1,83                |
| Estrelas Convidadas: Jeffrey Nicholas Brown como Sr. Hart, Michael D. Cohen como Schwoz |               | |               |                                                 |                                                                        |                  |                     |
| 42 | 16            | "Henry em Dose Dupla (BR) Gémeos Henry (PT)" "Twin Henrys"                                                       | Russ Reinsel  | Dan Schneider & Avin Das                        | 7 de maio de 2016 2 de agosto de 2016 17 de outubro de 2016            | 216              | 1,37                |
| Estrelas Convidadas: Jeffrey Nicholas Brown como Sr. Hart, Michael D. Cohen como Schwoz, Steve Lewis como Mark |               | |               |                                                 |                                                                        |                  |                     |
| 43–44 | 17–18         | "Danger & Thunder (BR) Perigo e Trovão (PT)" "Danger & Thunder"                                                  | Steve Hoefer  | Dan Schneider & Jay Kogen & Dave Malkoff        | 18 de junho de 2016 25 de agosto de 2016 2 de novembro de 2016         | 214 215          | 2.24                |
| Uma onda de crimes atingiu Swellview e o Dr. Minyak escapou da prisão. Em Hiddenville, Phoebe Thunderman vê as notícias e planeja ajudar o Capitão Man e Kid Danger. Após um roubo malsucedido pelos Três Muchachos, eles aprendem com os Três Muchachos que o Dr. Minyak convocou uma reunião com os vilões de Swellview para discutir como destruir o Capitão Man e o Kid Danger. Enquanto isso, o pescoço de Piper fica duro, fazendo com que Jasper e o Sr. Hart trabalhem para desmanchar seu pescoço. Como Capitão Man e Kid Danger trabalham para se passar por dois dos Três Muchachos, Phoebe os confunde com os verdadeiros Três Muchachos e ataca até que o Capitão Man e Kid Danger resolvam as coisas. Enquanto isso, o médico de Piper diagnostica sua condição como "Pescoço de Celular" e ela deve usar um cone até que seu pescoço se recupere. Phoebe junta-se ao Capitão Man e Kid Danger e vai disfarçada onde o Dr. Minyak, Enfermeira Cohort, Drill Finger, Jeff, Van Del e Vilão do Tempo estão reunidos no fundo de uma base debaixo do Lago Swellview por O Crianção, que tem o irmão de Phoebe, Max Thunderman. trabalhando para eles. Crianção explica aos vilões reunidos que ele sobreviveu ao fosso sem fundo da bola sendo detonado a 30 metros abaixo da Terra e precisou se desenterrar onde acabou saindo da caixa de areia pública. A criança propõe aos vilões reunidos que, se combinarem seus poderes, podem destruir o Capitão Man e o Garoto Perigo. Quando Phoebe se dá a conhecer a Max, ela descobre que Max veio para roubar Heliometer do Dr. Minyak. Enquanto isso, Jasper ajuda Piper e acaba acidentalmente enviando mensagens de texto para o cara errado na festa de sushi, fazendo com que os amigos de Piper ficassem bravos com ela. Enquanto os vilões trabalham para chegar a um plano para destruir o Capitão Man e o Garoto Perigo, Max acaba entregando o Capitão Man e Kid Danger, fazendo com que Phoebe venha em sua defesa. Capitão Man e Kid Danger leva Phoebe longe dos vilões enquanto trabalha para comprá-los algum tempo até que Crianção use o Heliometer no Capitão Man. Com o Capitão Man preso em um bloco de cimento no trem, Crianção e seus capangas afirmam que o trem passará pela Ponte Jandy e será jogado no Rio Jandy enquanto Max tenta pegar o Heliômetro. Com a ajuda de Charlotte e Schwoz, Kid Danger e Phoebe localizam o Capitão Man. Enquanto isso, os amigos de Piper aparecem em sua casa para expressar sua raiva em relação a Piper enquanto ela admite o erro, e o grupo leva sua raiva para Jasper. Kid Danger e Phoebe se encontram e enfrentam Crianção, Dr. Minyak, Van Del e seus capangas, enquanto Charlotte libera as granadas para libertar o Capitão Man. Com o Capitão Man livre, os heróis lutam contra os vilões que são jogados fora do trem. Max é perdoado por Capitão Man e Kid Danger, mas recebe uma carona para casa pendurada no helicóptero de Schwoz. Estrelando: Kira Kosarin e Jack Griffo Estrelas Convidadas: Jeffrey Nicholas Brown como Sr. Hart, Michael D. Cohen como Schwoz, Josh Fingerhut como Van Del, Ben Giroux como The Toddler, Ryan Grassmeyer como Jeff, Joey Richter como O Vilão do Tempo, Amber Bela Muse como Enfermeira Cohort, Mike Ostroski como o Dr. Minyak Nota: Esse episódio é um crossover com The Thundermans |               | |               |                                                 |                                                                        |                  |                     |
| 45 | 19            | "Eu Sei o Seu Segredo (BR) Eu Sei o Teu Segredo (PT)" "I Know Your Secret"                                       | Russ Reinsel  | Dan Schneider & Christopher J. Nowak            | 17 de julho de 2016 22 de setembro de 2016 4 de novembro de 2016       | 219              | 2.60                |
| Estrelas Convidadas: Kelly Sullivan como Sra. Hart, Jeffrey Nichols Brown como Sr. Hart, Michael D. Cohen como Schwoz, Jill Benjamin como Srta. Shapen, Joe Kaprielian como Sidney, Matthew Zhang como Oliver |               | |               |                                                 |                                                                        |                  |                     |

### 3.ª temporada (2016–2017)
| N.º geral | Nº na tempor. | Título                                                                                               | Dirigido por                | Escrito por                                | Exibição original                                                    | Cód. de produção | Audiência (milhões) |
| --- | ------------- | --- | --------------------------- | ------------------------------------------ | -------------------------------------------------------------------- | ---------------- | ------------------- |
| 46 | 1             | "A Peixata de Zombelhas (BR) Uma Peinhata Cheia de Bichos Fatais (PT)" "A Fiñata Full of Death Bugs" | Steve Hoefer                | Dan Schneider & Christopher J. Nowak       | 17 de setembro de 2016 2 de novembro de 2016 6 de fevereiro de 2017  | 301              | 1,82                |
| Quando Jasper acidentalmente doa uma pinhata cheia de abelhas assassinas para Piper em sua festa de aniversário, Henry e Ray devem encontrar uma maneira de entrar e sair antes que isso possa ser feito. Eles finalmente se vestem de palhaços para se infiltrar na casa, mas as coisas não saem exatamente como planejado, e a ﬁ nata finalmente se rompe quando Henry finalmente consegue tirá-la da árvore. Estrelas Convidadas: Michael D. Cohen como Schwoz, Carrie Barrett como Mary Gaperman, Saylor Bell como Marla, Winston Story como Trent Overunder |               | |                             |                                            |                                                                      |                  |                     |
| 47 | 2             | "Bolinho do Amor (BR) Queque do Amor (PT)" "Love Muffin"                                             | Steve Hoefer                | Dan Schneider & Hayes Jackson              | 24 de setembro de 2016 9 de novembro de 2016 7 de fevereiro de 2017  | 302              | 1,90                |
| Uma criminosa chamada Gwen usa muffins especiais para fazer o Capitão Man se apaixonar por ela para que ela possa acessar a Caverna Man. Quando Henry, Charlotte e Schwoz descobrem o plano, precisam trabalhar para impedir que o capitão Man se case com ela Estrelas Convidadas: Michael D. Cohen como Schwoz e Courtney Henggeler como Gwen |               | |                             |                                            |                                                                      |                  |                     |
| 48 | 3             | "Máquina do Grito (BR) A Máquina de Gritos (PT)" "Scream Machine"                                    | Nathan Kress                | Dan Schneider & Dave Malkoff               | 1 de outubro de 2016 23 de novembro de 2016 8 de fevereiro de 2017   | 303              | 1,60                |
| Estrelas Convidadas: Jeffrey Nicholas Brown como o Sr. Hart, Michael D. Cohen como Schwoz, Tristen MacDonald como a Sra. Tanner, Kayla Madison como a Jana |               | |                             |                                            |                                                                      |                  |                     |
| 49 | 4             | "Loja de Doces (BR) Boca Doce (PT)" "Mouth Candy"                                                    | Adam Weissman               | Dan Schneider & Christopher J. Nowak       | 8 de outubro de 2016 16 de novembro de 2016 10 de fevereiro de 2017  | 305              | 1,78                |
| Estrelas Convidadas: Estrelas convidadas: Jill Benjamin como Miss Shapen, Andrew Caldwell como Mitch Bilsky, Henry Dittman como Mr. Sugarman, Matthew Zhang como Oliver Ausentes: Ella Anderson como Piper Hart |               | |                             |                                            |                                                                      |                  |                     |
| 50 | 5             | "O Problema com Frittles (BR) A Politica das Batatas (PT)" "The Trouble With Frittles"               | Adam Weissman               | Dan Schneider & Samantha Martin            | 5 de novembro de 2016 23 de dezembro de 2016 9 de fevereiro de 2017  | 304              | 1,60                |
| Estrelas Convidadas: Michael D. Cohen como Schwoz, Carrie Barrett como Mary Gaperman, Saylor Bell como Marla, Jill Benjamin como Miss Shapen, Joe Kaprielian como Sidney, Alec Mapa como Jack, Winston Story como Trent Overunder, Matthew Zhang como Oliver |               | |                             |                                            |                                                                      |                  |                     |
| 51–52 | 6–7           | "Hora do Poder (BR) A Hora do Poder (PT)" "Hour of Power"                                            | Steve Hoefer e Russ Reinsel | Dan Schneider & Dave Malkoff Andrew Thomas | 11 de novembro de 2016 12 de janeiro de 2017 13 de fevereiro de 2017 | 307 308          | 3,16                |
| Drex, um ex-ajudante do Capitão Man, que virou supervilão, escapou da prisão quando a filha do presidente da comissão de liberdade condicional intercala com os computadores da prisão durante o dia "Leve sua filha ao trabalho", o que permitiu que Drex fosse libertado. Como parte de sua vingança, Drex prende o Capitão Man em uma caixa inquebrável. Depois de não libertar o Capitão Man e, posteriormente, ficar envergonhado por Drex, Henry pede ajuda a Schwoz, onde ele ganha reflexos super rápidos como uma nova superpotência. Estrelas Convidadas: Michael D. Cohen como Schwoz, Carrie Barrett como Mary Gaperman, Danielle Morrow como Kooschtello, Jeremy Rowley como Schwahbbit, Winston Story como Trent Overunder, Tommy Walker como Drex Ausentes: Ella Anderson como Piper Hart |               | |                             |                                            |                                                                      |                  |                     |
| 53 | 8             | "Desviando do Perigo (BR)" "Dodging Danger"                                                          | Adam Weissman               | Dan Schneider & Hayes Jackson              | 3 de dezembro de 2016 3 de julho de 2017                             | 311              | 2,50                |
| Estrelas Convidadas: Michael D. Cohen como Schwoz, Andrew Caldwell como Mitch Bilsky, Matthew Zhang como Oliver |               | |                             |                                            |                                                                      |                  |                     |
| 54 | 9             | "Encontro Duplo (BR)" "Double Date Danger"                                                           | Steve Hoefer                | Dan Schneider & Hayes Jackson              | 11 de fevereiro de 2017 8 de junho de 2017                           | 314              | 2,06                |
| A Srta. Shapen convence Henry a deixar sua sobrinha Noelle ficar em sua casa, já que ela é alérgica aos gatos em sua casa. Quando quer namorar com alguém, Noelle escolhe Jasper em vez de Henry, onde eles acabam em um encontro duplo com Piper e Kale. Henry ainda não sabe, mas Noelle trabalha secretamente para Drill Finger em sua trama para atingir os dentes das pessoas, onde Jasper, Piper e Kale acabam sendo um dos prisioneiros de Drill Finger. Estrelas Convidadas: Kelly Sullivan como a Sra. Hart. Jeffrey Nicholas Brown como Mr. Hart, Jill Benjamin como Miss Shapen, Annalisa Cochrane como Noelle |               | |                             |                                            |                                                                      |                  |                     |
| 55 | 10            | "Invasão Espacial, Parte 1 (BR)" "Space Invaders, Part 1"                                            | Mike Caron                  | Dan Schneider & Joe Sullivan               | 11 de março de 2017 27 de abril de 2017                              | 312              | 2,56                |
| Quando dois astronautas são mantidos como reféns a bordo de uma estação espacial, Kid Danger e Capitão Man devem viajar para o espaço para resgatá-los. Ao chegar à estação espacial, eles surpreendentemente descobrem quem é a pessoa que mantém os astronautas em cativeiro. Enquanto isso, Piper está ansiosa para ver sua própria estréia comercial na televisão. Estrelas Convidadas: Jeffrey Nicholas Brown como Mr. Hart, Michael D. Cohen como Schwoz, Michael C. Alexander como Neil, Carrie Barrett como Mary Gaperman, Emma Shannon como Kelsey, Winston Story como Trent Overunder, Jeff Witzke como Jim |               | |                             |                                            |                                                                      |                  |                     |
| 56 | 11            | "Invasão Espacial, Parte 2 (BR)" "Space Invaders, Part 2"                                            | Mike Caron                  | Dan Schneider & Christopher J. Nowak       | 18 de março de 2017 27 de abril de 2017                              | 313              | 1,65                |
| Na estação espacial, Captain Man e Kid Danger descobrem a razão pela qual os dois astronautas foram feitos reféns pela menina, que se revela ser a filha de Jim Kelsey. Ela revela que os astronautas estão levando coelhinhos à Lua para experimentos. No processo de transportar os coelhos de volta, no entanto, problemas logo surgem. Eventualmente, todos eles viajam de volta à Terra no Ônibus do Amor, com o Capitão Man tendo que se agarrar ao lado do ônibus espacial, para seu espanto. Enquanto isso, Piper está ficando impaciente com as múltiplas interrupções de seu comercial, para o desânimo de seus amigos e pai. Estrelas Convidadas: Jeffrey Nicholas Brown como Mr. Hart, Michael D. Cohen como Schwoz, Michael C. Alexander como Neil, Carrie Barrett como Mary Gaperman, Emma Shannon como Kelsey, Winston Story como Trent Overunder, Jeff Witzke como Jim |               | |                             |                                            |                                                                      |                  |                     |
| 57 | 12            | "O Grande Teste (BR)" "Gas or Fail"                                                                  | David Kendall               | Dan Schneider & Hayes Jackson              | 25 de março de 2017 7 de junho de 2017                               | 306              | 1,79                |
| Quando um cano de gás explode abaixo da usina nuclear de Swellview, Henry e Ray precisam consertá-lo antes que o gás chegue à superfície. No entanto, Henry está preso na escola por causa do Dia do Teste de Realização e não tem permissão para sair. Eventualmente, o capitão Man e Schwoz são capazes de inventar um plano para tirar Henry da escola e para o poço onde ambos selam com sucesso o cano e eliminam a ameaça para Swellview. Estrelas convidadas: Michael D. Cohen como Schwoz, Carrie Barrett como Mary Gaperman, Jill Benjamin como Miss Shapen, Winston Story como Trent Overunder, Matthew Zhang como Oliver Ausentes: Ella Anderson como Piper Hart |               | |                             |                                            |                                                                      |                  |                     |
| 58 | 13            | "Controlando a Raiva (BR)" "JAM Session"                                                             | Adam Weissman               | Dan Schneider & Christopher J. Nowak       | 8 de abril de 2017 6 de junho de 2017                                | 309              | 1,65                |
| Quando Henry menciona que Piper estava em uma Sessão JAM para controlar seu problema de raiva, Ray diz que não vai ajudá-la, ele faz uma aposta que se ele for jantar na casa de Henry que uma noite, ele seria capaz de pegar Piper para perder a paciência, Charlotte está no time de Henry, enquanto Jasper está no time de Ray, o acordo é que qualquer time perde deve comer um balde inteiro de tripas de abóbora. No jantar, Ray aparece na casa de Henry e se junta a ele para o jantar, depois, a campainha toca, e um homem está na porta com um pônei, Piper amava pôneis e o homem diz que Piper pode ter o pônei Mas o homem pergunta para sua idade e ela diz que tem onze anos, o homem diz que ela tem que ter treze anos para ter o pônei e leva o pônei para longe dela. Piper começa a ficar brava, mas Henry aperta a lâmpada e ela começa a se acalmar. Enquanto isso, Schwoz vê uma nota que Ray havia deixado para ele, ele queria que Schwoz fosse ao supermercado e comprasse mais abóboras. No entanto, um tornado atingiu Swellview, Schwoz sai para ir ao mercado, mas ele é rapidamente levado para a mercearia. Mais tarde, Ray vai para a varanda e se transforma em Capitão Man, e depois volta para a casa e diz a Piper que ela não pode ser presidente dos Man Fans porque ela tem 1,47 metros. Mais tarde Schwoz é soprado a casa e cai em Piper, e ele então começa a comer o seu jantar. Piper fica chateada com o que aconteceu e perde a paciência, Henry e Charlotte perdem a aposta e acabam tendo que comer a tripa da abóbora. Estrelas Convidadas: Kelly Sullivan como Sra. Hart, Jeffrey Nicholas Brown como Sr. Hart, Michael D. Cohen como Schwoz, Carrie Barrett como Mary Gaperman, Winston Story como Trent Overunder |               | |                             |                                            |                                                                      |                  |                     |
| 59 | 14            | "Licença para Voar (BR)" "License to Fly"                                                            | David Kendall               | Dan Schneider & Dave Malkoff               | 15 de abril de 2017 5 de agosto de 2017                              | 315              | 1,72                |
| 60 | 15            | "Dedos Verdes (BR)" "Green Fingers"                                                                  | Steve Hoefer                | Dan Schneider & Dave Malkoff               | 22 de abril de 2017 12 de agosto de 2017                             | 310              | 1,83                |
| Estrelas Convidadas: Kelly Sullivan como Sra. Hart, Jeffrey Nicholas Brown como Sr. Hart, Michael D. Cohen como Schwoz |               | |                             |                                            |                                                                      |                  |                     |
| 61 | 16            | "Entalados (BR)" "Stuck in Two Holes"                                                                | Harry Matheu                | Dan Schneider & Hayes Jackson              | 29 de abril de 2017 19 de agosto de 2017                             | 317              | 1,72                |
| Estrelas Convidadas: Jeffrey Nicholas Brown como Sr. Hart, Michael D. Cohen como Schwoz, Ryan Grassmeyer como Jeff |               | |                             |                                            |                                                                      |                  |                     |
| 62 | 17            | "Vivendo Perigosamente: Parte 1 (BR)" "Live and Dangerous: Part 1"                                   | Adam Weissman               | Dan Schneider & Christopher J. Nowak       | 16 de setembro de 2017 26 de agosto de 2017                          | 319              | 1,57                |
| Depois de Kid Danger e Capitão Man serem convidados para uma festa que será hospedada por uma grande estrela chamada Frankini, que tem Goomer de Sam & Cat como seu assistente, é revelado que Frankini está usando Kid Danger e Captain Man para quebrar o recorde mundial de a maioria das pessoas assistindo a uma transmissão ao vivo. Enquanto isso, Charlotte fica de babá de Piper e ambos acabam assistindo a vídeos de espinhas. Estrelas Convidadas: Frankie Grande como Frankini, Jeffrey Nicholas Brown como Mr. Hart, Michael D. Cohen como Schwoz, Zoran Korach como Goomer |               | |                             |                                            |                                                                      |                  |                     |
| 63 | 18            | "Vivendo Perigosamente: Parte 2 (BR)" "Live and Dangerous: Part 2"                                   | Russ Reinsel                | Dan Schneider & Hayes Jackson              | 23 de setembro de 2017 26 de agosto de 2017                          | 320              | 2,22                |
| Charlotte, Jasper, Piper e Schwoz devem parar Kid Danger e Capitão Man antes de revelarem suas verdadeiras identidades para o mundo. Com a ajuda de Sydney e Oliver, Piper tenta afastar os espectadores da transmissão ao vivo de Frankini para que as pessoas possam assistir Piper estourando a grande espinha de Jasper. Enquanto isso, Charlotte e Schwoz estão de volta ao Man Cave e Schwoz surge com a ideia de desligar o poder em todo o Swellview. Como Kid Danger e Capitão Man estão prestes a tirar suas máscaras, o poder sai e eles retornam ao seu antigo eu o suficiente para frustrar Frankini. Mais tarde, Piper aparece a espinha de Jasper que fica em todo Frankini. Estrelas Convidadas: Frankie Grande como Frankini, Michael D. Cohen como Schwoz, Zoran Korach como Goomer, Joe Kaprielian como Sidney, Matthew Zhang como Oliver |               | |                             |                                            |                                                                      |                  |                     |
| 64 | 19            | "Balões da Perdição (BR)" "Baloons of Doom"                                                          | Steve Hoefer                | Dan Schneider & Dave Malkoff               | 30 de setembro de 2017 4 de fevereiro de 2018                        | 318              | 1,61                |
| Piper está prestes a iniciar uma reunião de fãs quando Minyak e Enfermeira Cohort tomam ela e o homem como reféns; Henry e Ray devem agora encontrar uma maneira de resgatá-los. Schwoz surge com a ideia de usar uma placa de fundo, então parece que Henry e Ray estão na Caverna do Homem, para que possam fugir sem que o Dr. Minyak esteja ciente de seu plano. Se eles forem detectados, o Dr. Minyak lançará Piper no espaço. Mais tarde, Henry e Ray são capazes de resgatar Piper e os fãs do homem e enviar o Dr. Minyak ao espaço. Estrelas Convidadas: Jeffrey Nicholas Brown como Sr. Hart, Michael D. Cohen como Schwoz, Izabella Alvarez como Sharon, Amber Bela Muse como Enfermeira Cohort, Mike Ostroski como Dr. Minyak, Samuel Sadovnik como Benny |               | |                             |                                            |                                                                      |                  |                     |
| 65 | 20            | "Swellview's Tem Um Talento (BR) Swellview Tem Talento (PT)" "Swellview's Got Talent"                | Steve Hoefer                | Dan Schneider & Christopher J. Nowak       | 7 de outubro de 2017 2 de fevereiro de 2018                          | 316              | 1,65                |
| Kid Danger e Capitão Man são juízes no programa "Swellview's Got Talent", no qual Piper e seu amigo Carl (William Simmons) estão se apresentando. Depois da primeira performance, Harry Hoagie (Jay Tapaoan) está agindo estranhamente e depois desmaiando, é a vez de Piper e Carl realizarem sua dança. Infelizmente, eles também começam a agir de maneira estranha antes de desmaiar. Mais tarde, na área de bastidores, Jasper percebe que o campeão Steven Sharp está fazendo uma grande coisa sobre ter os artistas acariciando seu furão para dar sorte. Jasper procura em seu telefone e descobre que é um furão norueguês e que é perigoso, e o contato deve ser evitado porque ele segrega óleos poderosos que são capazes de causar reações estranhas, mastigação de língua e perda de consciência. Steven Sharp estava fazendo com que os artistas fizessem isso para que ele pudesse vencer. Estrelas Convidadas: Jeffrey Nicholas Brown como Sr. Hart, Michael D. Cohen como Schwoz, Charlie Burg como Steven Sharp, Kevin Railsback como Danny Chest |               | |                             |                                            |                                                                      |                  |                     |

### 4.ª temporada (2017–2018)
| N.º geral | Nº na tempor. | Título                                                                            | Dirigido por       | Escrito por                                      | Exibição original                             | Cód. de produção | Audiência (milhões) |
| --- | ------------- | --------------------------------------------------------------------------------- | ------------------ | ------------------------------------------------ | --------------------------------------------- | ---------------- | ------------------- |
| 66 | 1             | "Gripado e Espionado (BR)" "Sick & Wired"                                         | Adam Weissman      | Dan Schneider & Hayes Jackson                    | 21 de outubro de 2017 13 de maio de 2018      | 404              | 1,41                |
| Estrelas Convidadas: Jeffrey Nicholas Brown as como, Michael D. Cohen como Schwoz |               |                                                                                   |                    |                                                  |                                               |                  |                     |
| 67 | 2             | "Ação no Saguão (BR)" "Brawl in the Hall"                                         | Steve Hoefer       | Dan Schneider & Dave Malkoff                     | 4 de novembro de 2017 20 de maio de 2018      | 405              | 1,68                |
| Estrelas Convidadas: Michael D. Cohen como Schwoz, Marisa Baram como Bysh, Carrie Barrett como Mary, Jill Benjamin como Srta. Shapen, Winston Story como Trent |               |                                                                                   |                    |                                                  |                                               |                  |                     |
| 68 | 3             | "O Desafio da Caixa de Pedras (BR)" "The Rock Box Dump"                           | Russ Reinsel       | Dan Schneider & Samantha Martin                  | 4 de novembro de 2017 27 de maio de 2018      | 406              | 1,68                |
| Quando os repórteres e mídias sociais começam a relatar sobre como a superpotência de hipermotilidade da Kid Danger é uma doença grave, e as pessoas nas mídias sociais começam a acreditar que ele está em grave perigo, Henry decide fazer uma transmissão ao vivo como Kid Danger para dizer ao público que ele não está doente, mas ele escorregou em uma uva e caiu, machucando seu tornozelo, depois sua língua foi picada por uma abelha, a transmissão começa, e Kid Danger aparece, mas ele está mancando e mal consegue falar por causa da picada de abelha, Isso faz com que todos acreditem mais que ele está doente, e depois é anunciado que Piper estaria jogando 1.524 pedras na cabeça dela, Kid Danger e Captain Man vão pará-la, Ela e suas amigas carregam pedras em uma empilhadeira , preparando-se, eles mais tarde aparecem, Kid Danger demonstra seu poder, arrancando a peruca de um homem de sua cabeça, e diz a eles que não era uma doença, e nunca soltar pedras em suas cabeças. Estrelas Convidadas: Carrie Barrett as Mary, Jill Benjamin as Miss Shapen, David Pressman as Dr. Skurvy, Winston Story as Trent, Matthew Zhang as Oliver |               |                                                                                   |                    |                                                  |                                               |                  |                     |
| 69–71 | 4–6           | "Danger Games (BR)" "Danger Games"                                                | Steve Hoefer       | Dan Schneider & Christopher J. Nowak Jake Farrow | 25 de novembro de 2017 23 de março de 2018    | 401 403          | 1,91                |
| Estrelando: Cree Cicchino, Madisyn Shipman, Benjamin "Lil' P-Nut" Flores, Jr., Thomas Kuc e Kel Mitchell Estrela especial Convidada: Snoop Dogg Estrelas Convidadas: Jeffrey Nicholas Brown como Jake, Kelly Sullivan como Kris, Michael D. Cohen como Schwoz, Shel Bailey como Ruthless, Bubba Ganter como Bunny, Mike Ostroski como Dr. Minyak, Amber Bela Muse como Nurse Cohort, Carrie Barrett como Mary, Kayla Madison como Jana, Victoria Oscar como Bubs Dixon, Winston Story como Trent Nota: Esse episódio é um crossover com Game Shakers |               |                                                                                   |                    |                                                  |                                               |                  |                     |
| 72 | 7             | "O Desenho Animado (BR)" "Toon in for a Danger"                                   | Steve Hoefer       | Dan Schneider & Samantha Martin                  | 15 de janeiro de 2018 6 de abril de 2018      | 411              | 1,41                |
| Estrela especial Convidada: Shaun White Estrelas Convidadas: Jeffrey Nicholas Brown como Jake, Michael D. Cohen como Schwoz, Carrie Barrett como Mary, Jonathan Chase como Brian Bender, Matthew Downs como Nate, Matthew Zhang como Oliver Nota: Um sneak peek dos dois primeiros segmentos da série animada The Adventures of Kid Danger foi ao ar imediatamente após este episódio. No Brasil, a estreia ocorreu no dia 6 de abril de 2018. |               |                                                                                   |                    |                                                  |                                               |                  |                     |
| 73 | 8             | "O Amor é Lindo (BR)" "Meet Cute Crush"                                           | Russ Reinsel       | Dan Schneider & Joe Sullivan                     | 10 de fevereiro de 2018 22 de julho de 2018   | 418              | 1,47                |
| Estrela Convidada: Luca Alexander como Jackson Kregger |               |                                                                                   |                    |                                                  |                                               |                  |                     |
| 74 | 9             | "De Volta ao Perigo, Parte 1 (BR)" "Back to the Danger, Part 1"                   | David Kendall      | Dan Schneider & Andrew Thomas                    | 24 de março de 2018 8 de julho de 2018        | 407              | 1,72                |
| Devido a uma breve falta de energia sugerida pelo vice-prefeito Willard para corrigir a torre do relógio, Drex é libertado de sua prisão na Caverna Man e usa a máquina do tempo confiscada do Vilão do Tempo para voltar no tempo e impedir que o Ray mais jovem se torne Capitão Man. Depois que o capitão Man e Kid Danger seguiram Drex até o passado, Drex colocou um explosivo para impedir a viagem de volta ao presente. Estrelas Convidadas: Michael D. Cohen como Schwoz, Carrie Barrett como Mary, Winston Story como Trent, Tommy Walker como Drex |               |                                                                                   |                    |                                                  |                                               |                  |                     |
| 75 | 10            | "De Volta ao Perigo, Parte 2 (BR)" "Back to the Danger, Part 2"                   | David Kendall      | Dan Schneider & Joe Sullivan                     | 31 de março de 2018 8 de julho de 2018        | 408              | 1,24                |
| Juntando-se a um Schwoz mais jovem, o Capitão Man e o Kid Danger trabalham para impedir que Drex frustre a origem do Capitão Man. Enquanto isso, Schwoz, Charlotte e Jasper trabalham no conserto da máquina do tempo danificada para que o Capitão Man e o Kid Danger possam retornar ao presente. Estrelas Convidadas: Michael D. Cohen como Schwoz, Kale Culley como Young Ray, Tommy Walker como Drex |               |                                                                                   |                    |                                                  |                                               |                  |                     |
| 76 | 11            | "Cortando Gastos (BR) Despesas de Resgate (PT)" "Budget Cuts"                     | Nathan Kress       | Dan Schneider & Dave Malkoff                     | 7 de abril de 2018 15 de julho de 2018        | 410              | 1,25                |
| Estrelas Convidadas: Jeffrey Nicholas Brown como Jake, Michael D. Cohen como Schwoz, Timothy Brennen como vice-prefeito Willard, Abbie Cobb como Cassie |               |                                                                                   |                    |                                                  |                                               |                  |                     |
| 77 | 12            | "Diamantes para Heather (BR) Duros Como Diamante (PT)" "Diamonds Are For Heather" | Nathan Kress       | Dan Schneider & Andrew Thomas                    | 14 de abril de 2018 22 de julho de 2018       | 417              | 1,06                |
| Estrelas Convidadas: Michael D. Cohen como Schwoz, Lizze Broadway como Heather, Martin Garcia como Jerome |               |                                                                                   |                    |                                                  |                                               |                  |                     |
| 78 | 13            | "Jornada nas Estradas (BR) Pela Estrada Fora (PT)" "Car Trek"                     | Nathan Kress       | Dan Schneider & Andrew Thomas                    | 28 de abril de 2018 22 de julho de 2018       | 412              | 1,09                |
| Estrelas Convidadas: Jeffrey Nicholas Brown como Jake, Michael D. Cohen como Schwoz |               |                                                                                   |                    |                                                  |                                               |                  |                     |
| 79 | 14            | "Invasão do Crianção (BR)" "Toodler Invasion"                                     | Mike Caron         | Dan Schneider & Samantha Martin                  | 5 de maio de 2018 11 de janeiro de 2019       | 416              | 1,17                |
| Estrelas Convidadas: Michael D. Cohen como Schwoz, Ben Giroux como O Crianção |               |                                                                                   |                    |                                                  |                                               |                  |                     |
| 80 | 15            | "Capitão Man-kini (BR)" "Captain Man-kini"                                        | Steve Hoefer       | Dan Schneider & Hayes Jackson                    | 12 de maio de 2018 18 de janeiro de 2019      | 420              | 1,10                |
| Uma nova celebridade da internet chamada GoBro está causando estragos em seus vídeos super perigosos, onde seu último vídeo fará com que ele mande Grandma Sullivan descer a montanha a 90 MPH. Capitão Man e Kid Danger libertam Frankini e Goomer da prisão para que possam ajudar a capturar o GoBro. O plano envolve o Capitão Man temporariamente trocando corpos com Frankini para que ele possa se infiltrar no covil de GoBro. Estrelas Convidadas: Frankie Grande como Frankini, Michael D. Cohen como Schwoz, Zoran Korach como Goomer, Dawson Fletcher como Go-Bro |               |                                                                                   |                    |                                                  |                                               |                  |                     |
| 81 | 16            | "Confusões de Sábado à Noite (BR)" "Saturday Night Lies"                          | Adam Weissman      | Dan Schneider & Hayes Jackson                    | 19 de maio de 2018 25 de janeiro de 2019      | 414              | 1,05                |
| Estrelas Convidadas: Jeffrey Nicholas Brown como Jake, Kelly Sullivan como Kris, Michael D. Cohen como Schwoz, Katlyn Carlson como Lacey, Charlie Farrell como Roger |               |                                                                                   |                    |                                                  |                                               |                  |                     |
| 82 | 17            | "Um Problema para Henry (BR)" "Henry's Frittle Problem"                           | Allison Scagliotti | Dan Schneider & Dave Malkoff                     | 22 de setembro de 2018 21 de novembro de 2018 | 415              | 1,02                |
| Estrelas Convidadas: Jeffrey Nicholas Brown como Jake, Kelly Sullivan como Kris, Alec Mapa como Jack Frittleman |               |                                                                                   |                    |                                                  |                                               |                  |                     |
| 83 | 18            | "Soletrando (BR)" "Spelling Bee Hard"                                             | Russ Reinsel       | Dan Schneider & Christopher J. Nowak             | 29 de setembro de 2018 22 de novembro de 2018 | 419              | 0,92                |
| Estrelas Convidadas: Michael D. Cohen como Schwoz, Carrie Barrett como Mary, Mike Ostroski como Dr. Minyak, Winston Story como Trent |               |                                                                                   |                    |                                                  |                                               |                  |                     |
| 84 | 19            | "Escada Avante! (BR)" "Up the Stairs!"                                            | Adam Weissman      | Dan Schneider & Ben Adams Sam Becker             | 6 de outubro de 2018 23 de novembro de 2018   | 422              | 0,87                |
| Estrelas Convidadas: Michael D. Cohen como Schwoz, Jason Rogel como Morgan Maykew |               |                                                                                   |                    |                                                  |                                               |                  |                     |
| 85 | 20            | "Danger Things (BR)" "Danger Things"                                              | David Kendall      | Jake Farrow                                      | 8 de outubro de 2018 19 de outubro de 2018    | 502              | 1,14                |
| Evil Science Corps, liderado por Bill Evil, acidentalmente abre um portal interdimensional para outra dimensão. Quando uma criatura dele seqüestra Piper, o Capitão Man e Kid Danger devem resgatá-la. Estrelas Convidadas: Jeffrey Nicholas Brown como Jake, Kelly Sullivan como Kris, Carrie Barrett como Mary, Matthew Patrick Davis como Kevin, Winston Story como Trent, Kevin Symons como Bill Evil, Matthew Zhang como Oliver |               |                                                                                   |                    |                                                  |                                               |                  |                     |
| 86 | 21            | "Vivendo a Vida (BR)" "Rubber Duck"                                               | Mike Caron         | Dan Schneider & Hayes Jackson                    | 13 de outubro de 2018 20 de novembro de 2018  | 409              | 1,03                |
| Estrelas Convidadas: Kelly Sullivan como Kris, Jeffrey Nicholas Brown como Jake, Michael Dunn como o Sr. Curtis, Luis Victor Jimenez como Zack, Joe Kaprielian como Sidney, Kayla Rosenthal como Layla, Matthew Zhang como Oliver |               |                                                                                   |                    |                                                  |                                               |                  |                     |
| 87 | 22            | "Gás de Moleza (BR)" "Flabber Gassed"                                             | Adam Weissman      | Christopher J. Nowak                             | 20 de outubro de 2018 25 de março de 2019     | 501              | 0,94                |
| Estrelas Convidadas: Jeffrey Nicholas Brown como Jake, James Preston Rogers como Barge |               |                                                                                   |                    |                                                  |                                               |                  |                     |

### 5.ª temporada (2018–2020)
| N.º geral | Nº na tempor. | Título | Dirigido por               | Escrito por                                | Exibição original                              | Cód. de produção | Audiência (milhões) |
| --- | ------------- | --- | -------------------------- | ------------------------------------------ | ---------------------------------------------- | ---------------- | ------------------- |
| 88 | 1             | "O Aniversário do Henry (BR/PT)" "Henry's Birthday"                                                                      | Steve Hoefer               | Dave Malkoff                               | 3 de novembro de 2018 26 de março de 2019      | 503              | 1,11                |
| Estrelas Convidadas: Jeffrey Nicholas Brown como Jake, Kelly Sullivan como Kris, Ryan Grassmeyer como Jeff |               | |                            |                                            |                                                |                  |                     |
| 89 | 2             | "Susie Assovio (BR) A Bomba Atómica (PT)" "Whistlin' Susie"                                                              | Nathan Kress               | Joe Sullivan                               | 10 de novembro de 2018 27 de março de 2019     | 504              | 1,10                |
| Estrelas Convidadas: Timothy Brennen como Vice Mayor Willard |               | |                            |                                            |                                                |                  |                     |
| 90–91 | 3–4           | "Agora é Guerra! (BR)" "Thumb War"                                                                                       | Mike Caron e Adam Weissman | Dan Schneider, Joe Sullivan e Dave Malkoff | 17 de novembro de 2018 28 de dezembro de 2018  | 413-421          | 1,13                |
| Estrela especial Convidada: Jerry Trainor (Joey) Estrelas convidadas: Kelly Sullivan as Kris, Jeffrey Nicholas Brown as Jake, Carrie Barrett as Mary, Eddie Davenport as Stainless Steve, Ryan Grassmeyer as Jeff, Matthew Kimbrough as Farmer Gunch, Jim Mahoney as Joey, Arnie Pantoja as Mark, Winston Story as Trent |               | |                            |                                            |                                                |                  |                     |
| 92 | 5             | "A Grande Convenção de Cactus (BR) A Convenção de Cactus (PT)" "The Great Cactus Con"                                    | Allison Scagliotti         | Samantha Martin                            | 24 de novembro de 2018 28 de março de 2019     | 505              | 0,98                |
| Estrelas convidadas: Ariel Martin as Patina |               | |                            |                                            |                                                |                  |                     |
| 93 | 6             | "Um Novo Mal – Perda de Poder: Parte 1 (BR) O Apagão: Parte 1 - Um Novo Mal (PT)" "Part 1: A New Evil"                   | Mike Caron                 | Andrew Thomas                              | 5 de janeiro de 2019 23 de abril de 2019       | 506              | 0,93                |
| Estrelas convidadas: Jeffrey Nicholas Brown as Jake, Kelly Sullivan as Kris, David Blue as Rick Twitler, Carrie Barrett as Mary, Winston Story as Trent, Kayla Madison as Jana |               | |                            |                                            |                                                |                  |                     |
| 94 | 7             | "Uma Nova Escuridão – Perda de Poder: Parte 2 (BR) O Apagão: Parte 2 - Uma Nova Escuridão (PT)" "Part 2: A New Darkness" | Adam Weissman              | Christopher J. Nowak                       | 12 de janeiro de 2019 24 de abril de 2019      | 507              | 1,11                |
| Estrelas convidadas: Jeffrey Nicholas Brown as Jake, Kelly Sullivan as Kris, David Blue as Rick Twitler |               | |                            |                                            |                                                |                  |                     |
| 95 | 8             | "Um Novo Herói – Perda de Poder: Parte 3 (BR) O Apagão: Parte 3 - Um Novo Herói (PT)" "Part 3: A New Hero"               | Adam Weissman              | Christopher J. Nowak                       | 19 de janeiro de 2019 25 de abril de 2019      | 508              | 1,14                |
| Estrelas convidadas: Jeffrey Nicholas Brown as Jake, Kelly Sullivan as Kris, David Blue as Rick Twitler, Carrie Barrett as Mary, Kurt Scholler as Booter, Winston Story as Trent |               | |                            |                                            |                                                |                  |                     |
| 96 | 9             | "Ferido e Perigoso (BR) O Braço Partido (PT)" "Broken Armed and Dangerous"                                               | Nathan Kress               | Dave Malkoff                               | 26 de janeiro de 2019 6 de maio de 2019        | 510              | 1,26                |
| Estrelas convidadas: Jeffrey Nicholas Brown as Jake, Kelly Sullivan as Kris, Carrie Barrett as Mary, Jill Benjamin as Miss Shapen, Winston Story as Trent |               | |                            |                                            |                                                |                  |                     |
| 97 | 10            | "Cavaleiros em Perigo (BR) O Cavaleiro Perigoso (PT)" "Knight & Danger"                                                  | Harry Matheu               | Jake Farrow                                | 2 de fevereiro de 2019 16 de maio de 2019      | 509              | 1,32                |
| Estrelas Convidadas: Jeffrey Nicholas Brown como Jake, Owen Joyner como Arc, Daniella Perkins como Ciara, Geno Segers como Ryker e Kevin Symons como Bill Evil |               | |                            |                                            |                                                |                  |                     |
| 98 | 11            | "O Sequestro de Otto (BR)" "Grand Theft Otto"                                                                            | David Kendall              | Sam Becker & Nick Dossman                  | 16 de fevereiro de 2019 12 de agosto de 2019   | 511              | 1,08                |
| Estrelas Convidadas: Carrie Barrett como Mary, Winston Story como Trent, Jonathan Chase como Brian Bender |               | |                            |                                            |                                                |                  |                     |
| 99 | 12            | "A Família Bilsky Inteira (BR)" "The Whole Bilsky Family"                                                                | Allison Scagliotti         | Joe Sullivan                               | 23 de fevereiro de 2019 13 de agosto de 2019   | 512              | 1,11                |
| Estrelas Convidadas: Jeffrey Nicholas Brown como Jake, Carrie Barrett como Mary, Andrew Caldwell como Mitch, Gill De St. Jeor como Billy, Ryan Grassmeyer como Jeff, Lita Lopez como Britney, Winston Story como Trent                                                                                                   |               | |                            |                                            |                                                |                  |                     |
| 100 | 13            | "A Sala Secreta (BR)" "Secret Room"                                                                                      | Steve Hoefer               | Samantha Martin                            | 2 de março de 2019 14 de agosto de 2019        | 513              | 1,04                |
| Estrelas Convidadas: Jeffrey Nicholas Brown como Jake, Carrie Barrett como Mary, Jill Benjamin como Miss Shapen, Matthew Patrick Davis como Kevin, Winston Story como Trent, Kevin Symons como Bill Evil |               | |                            |                                            |                                                |                  |                     |
| 101 | 14            | "Jantar com o Pé Grande (BR)" "My Dinner with Bigfoot"                                                                   | Steve Hoefer               | Samantha Martin                            | 9 de março de 2019 15 de agosto de 2019        | 514              | 1,08                |
| Estrelas Convidadas: Jeffrey Nicholas Brown como Jake, Carrie Barrett como Mary, Andrew Caldwell como Mitch, Jesse Mackey como Bigfoot, Scott Peat como S. Thompson, Winston Story como Trent |               | |                            |                                            |                                                |                  |                     |
| 102 | 15            | "Charlotte Fantasma (BR)" "Charlotte Gets Ghosted"                                                                       | Mike Caron                 | Jake Farrow                                | 16 de março de 2019 30 de agosto de 2019       | 515              | 1,06                |
| Estrelas Convidadas: Jeffrey Nicholas Brown como Jake, Kelly Sullivan como Kris |               | |                            |                                            |                                                |                  |                     |
| 103 | 16            | "Um Sonho Perigoso (BR)" "I Dream of Danger"                                                                             | Adam Weissman              | Samantha Martin                            | 23 de março de 2019 23 de setembro de 2019     | 516              | 1,31                |
| 104 | 17            | "Túneis da Discórdia (BR)" "Holey Moley"                                                                                 | Russ Reinsel               | Dave Malkoff                               | 15 de junho de 2019 24 de setembro de 2019     | 517              | 0,65                |
| Estrelas Convidadas: Jeffrey Nicholas Brown como Jake, Ella Anderson como Mole Queen |               | |                            |                                            |                                                |                  |                     |
| 105 | 18            | "Bytes de Amor (BR)" "Love Bytes"                                                                                        | Allison Scagliotti         | Joe Sullivan                               | 22 de junho de 2019 25 de setembro de 2019     | 518              | 0,71                |
| 106 | 19            | "Perigo em Dose Dupla (BR)" "Double-O Danger"                                                                            | Steve Hoefer               | Andrew Thomas                              | 29 de junho de 2019 26 de setembro de 2019     | 519              | 0,79                |
| Estrelas Convidadas: Timothy Brennen como Vice Prefeito Willard, Jeffrey Vincent Parise como Rob Moss, Shelby Simmons como Joss Moss |               | |                            |                                            |                                                |                  |                     |
| 107 | 20            | "A Poltrona de Massagem (BR)" "Massage Chair"                                                                            | Mike Caron                 | Christopher J. Nowak & Sam Becker          | 13 de julho de 2019 27 de setembro de 2019     | 520              | 0,93                |
| Estrela Convidada: Jeffrey Nicholas Brown como Jake |               | |                            |                                            |                                                |                  |                     |
| 108–109 | 21–22         | "Henry Danger: O Musical (BR)" "Henry Danger: The Musical"                                                               | Steve Hoefer               | Samantha Martin                            | 27 de julho de 2019 19 de outubro de 2019      | 521–522          | 1,18                |
| Estrelas Convidadas: Jeffrey Nicholas Brown como Jake, Kelly Sullivan como Kris, Frankie Grande como Frankini, Carrie Barrett como Mary, Michael Dunn como Sr. Curtis, Zoran Korach como Goomer, Winston Story como Trent                                                                                                |               | |                            |                                            |                                                |                  |                     |
| 110 | 23            | "Destemida Irmã – Parte 1 (BR)" "Sister Twister Part 1"                                                                  | Adam Weissman              | Joe Sullivan                               | 21 de setembro de 2019 25 de janeiro de 2020   | 524              | 1,09                |
| Estrelas Convidadas: Jeffrey Nicholas Brown como Jake, Timothy Brennen como Vice Prefeito Willard, Adam Irigoyen como Brandon |               | |                            |                                            |                                                |                  |                     |
| 111 | 24            | "Destemida Irmã – Parte 2 (BR)" "Sister Twister Part 2"                                                                  | Nathan Kress               | Dave Malkoff                               | 28 de setembro de 2019 25 de janeiro de 2020   | 525              | 1,21                |
| 112 | 25            | "A História das Duas Pipers (BR)" "A Tale of Two Pipers"                                                                 | Allison Scagliotti         | Andrew Thomas                              | 5 de outubro de 2019 7 de fevereiro de 2020    | 523              | 0,79                |
| Estrelas Convidadas: Jeffrey Nicholas Brown como Jake, Debbie McLeod como Futura Piper |               | |                            |                                            |                                                |                  |                     |
| 113 | 26            | "Tanque de Histórias (BR)" "Story Tank"                                                                                  | David Kendall              | Dave Malkoff                               | 12 de outubro de 2019 28 de fevereiro de 2020  | 528              | 0,69                |
| Estrelas Convidadas: Jeffrey Nicholas Brown como Jake |               | |                            |                                            |                                                |                  |                     |
| 114 | 27            | "Capitão Mãe (BR)" "Captain Mom"                                                                                         | Russ Reinsel               | Jake Farrow                                | 2 de novembro de 2019 14 de fevereiro de 2020  | 526              | 0,77                |
| Estrelas Convidadas: Jeffrey Nicholas Brown como Jake |               | |                            |                                            |                                                |                  |                     |
| 115 | 28            | "Brad Visível (BR)" "Visible Brad"                                                                                       | Adam Weissman              | Jake Farrow                                | 9 de novembro de 2019 21 de fevereiro de 2020  | 527              | 0,89                |
| Estrelas Convidadas: Jake Farrow como Brad, Liz Stewart como Tatiana, Casey Washington como Stu |               | |                            |                                            |                                                |                  |                     |
| 116 | 29            | "O Painel (BR)" "EnvyGram Wall"                                                                                          | Steve Hoefer               | Andrew Thomas                              | 16 de novembro de 2019 26 de março de 2020     | 530              | 0,63                |
| Estrelas Convidadas: Jonathan Chase como Brian Bender |               | |                            |                                            |                                                |                  |                     |
| 117 | 30            | "Uma Aventura de Natal (BR)" "Holiday Punch"                                                                             | Adam Weissman              | Joe Sullivan                               | 30 de novembro de 2019 26 de maio de 2020      | 529              | 0,75                |
| Estrelas Convidadas: Carrie Barrett como Mary, Winston Story como Trent |               | |                            |                                            |                                                |                  |                     |
| 118 | 31            | "O Senhor Gente Boa (BR)" "Mr. Nice Guy"                                                                                 | Mike Caron                 | Jake Farrow                                | 11 de janeiro de 2020 4 de abril de 2020       | 531              | 0,95                |
| Estrelas Convidadas: Andrew Caldwell como Mitch Bilsky, Brian Palermo como Sr. Wallabee, Scott Peat como S. Thompson, Vladimir Perez como Mail Snail, Tommy Walker como Drex |               | |                            |                                            |                                                |                  |                     |
| 119 | 32            | "A Bota de Theranos (BR)" "Theranos Boot"                                                                                | Evelyn Belasco             | Andrew Thomas                              | 18 de janeiro de 2020 11 de abril de 2020      | 532              | 1,02                |
| 120 | 33            | "Rumblr (BR)" "Rumblr"                                                                                                   | Adam Weissman              | Joe Sullivan                               | 25 de janeiro de 2020 18 de abril de 2020      | 533              | 0,96                |
| Estrelas Convidadas: Jason Gibbs como Lawn Ranger, Ben Giroux como The Toddler |               | |                            |                                            |                                                |                  |                     |
| 121 | 34            | "Encontro na Caverna (BR)" "Cave the Date"                                                                               | Russ Reinsel               | Samantha Martin                            | 1 de fevereiro de 2020 25 de abril de 2020     | 534              | 0,82                |
| 122 | 35            | "A Sala de Escape (BR)" "Scape Room"                                                                                     | Evelyn Belasco             | Christopher J. Nowak                       | 8 de fevereiro de 2020 15 de agosto de 2020    | 536              | 0,89                |
| 123 | 36            | "Game of Telefones (BR)" "Game of Phones"                                                                                | Mike Caron                 | Christopher J. Nowak                       | 15 de fevereiro de 2020 20 de junho de 2020    | 535              | 0,68                |
| 124 | 37            | "Recordando os Crimes (BR)" "Remember the Crimes"                                                                        | Mike Caron                 | Jake Farrow                                | 22 de fevereiro de 2020 22 de agosto de 2020   | 895              | 0,74                |
| 125 | 38            | "O Começo do Fim (BR)" "The Beginning of the End"                                                                        | Russ Reinsel               | Christopher J. Nowak                       | 29 de fevereiro de 2020 19 de setembro de 2020 | 537              | 0,85                |
| 126 | 39            | "Capitão Drex (BR)" "Captain Drex"                                                                                       | Adam Weissman              | Dave Malkoff                               | 7 de março de 2020 29 de agosto de 2020        | 538              | 0,89                |
| 127 | 40            | "O Destino de Danger: Parte I (BR)" "The Fate of Danger: Part I"                                                         | Steve Hoefer               | Christopher J. Nowak                       | 14 de março de 2020 26 de setembro de 2020     | 539              | 0,88                |
| 128 | 41            | "O Destino de Danger: Parte II (BR)" "The Fate of Danger: Part II"                                                       | Steve Hoefer               | Christopher J. Nowak                       | 21 de março de 2020 27 de setembro de 2020     | 540              | 1,26                |